# Stolnica v Fidenzi
Stolnica v Fidenzi (italijansko Duomo di Fidenza ali Cattedrale di San Donnino) je rimskokatoliška stolnica, posvečena svetemu Dominiku iz Fidenze (San Donnino) v mestu Fidenza v pokrajini Parma v deželi Emilija - Romanja v Italiji.
Tu je škofovski sedež Fidenške škofije, znane do leta 1927 kot škofija Borgo San Donnino.

## Zgodovina
Gradnja stolnice se je začela okoli leta 1100. Posvečena je bila svetemu Dominiku Fidenškemu, ki je bil leta 304 mučen po ukazu cesarja Maksimijana. Svetnikove relikvije so sem prinesli leta 1207 in verjamejo, da so v grobu v kripti. Prvotno ime mesta, Borgo San Donnino, je bilo posvečeno svetniku. 
Zgradba je preživela pustošenje in uničenje mesta leta 1268. Apsida in fasada sta bili končani nekaj desetletij pozneje. Stolnica je primer lombardsko-romanskega sloga. Zgornji del fasade je nepopoln, vendar je spodnji del s svojimi tremi portali in skulpturami lep primer romanske arhitekture z dvema kipoma Benedetta Antelamija  in ploskimi reliefi, ki prikazujejo zgodbe o svetem Dominiku. Notranjost je preprosta in sorazmerna ter ni bila pokvarjena z obnovo. Kip na sprednji strani stolnice je apostol sveti Peter, obrnjen proti Rimu. V 16. stoletju so še dodajali stranske kapele.
Oltarna podoba, ki prikazuje očiščevanje Marije, Andrea Mainardija (il Chiaveghina) je bila poslikana za cerkev okrog leta 1600. 

## Kiparsko  okrasje
Stolnica tudi v svojem nepopolnem stanju ohranja sodobne romanske elemente. Opečnato fasado obdajata dva zvonika, ima tri vhodne portale. Srednji portal ima štrleč portik, ki ga podpirajo tanki stebri na levjih podstavkih. Antelami je na tem portalu izklesal preroka Davida in Ezekiela, ki sta ob vratih. Na portalu zgodbe pripovedujejo o življenju svetega Dominika in kasnejših čudežih, ki so se začeli, ko je bil komornik rimskega cesarja Maksimijana. Njegovo spreobrnjenje mu je prineslo mučeništvo. Drugi prizori kažejo življenje Marije in kip svetega Petra. Stranski portali imajo rezbarije, ki prikazujejo Karla Velikega in papeža Hadrijana II. Na drugih rezbarijah sta prikazana Heraklej in nemejski lev. V notranjosti cerkve se rezbarije nadaljujejo. 
- Spodnji seznam ploskih reliefov na zahodni fasadi: Dominik kot komornik krona Maksimijana; Maksimijan govori o njegovem spreobrnjenju
- Arhitrav srednjega portala: na levi so vojaki, razvrščeni ob Dominikovi usmrtitvi; na desni obglavljenje, angeli nesejo njegovo glavo v Fidenzo
- Ploski reliefi na zahodni fasadi: sveti Dominik reši žensko s porušenega mostu
- Kripta z relikvijami svetega Dominika